# Sunnyside (Tarrytown, New York)

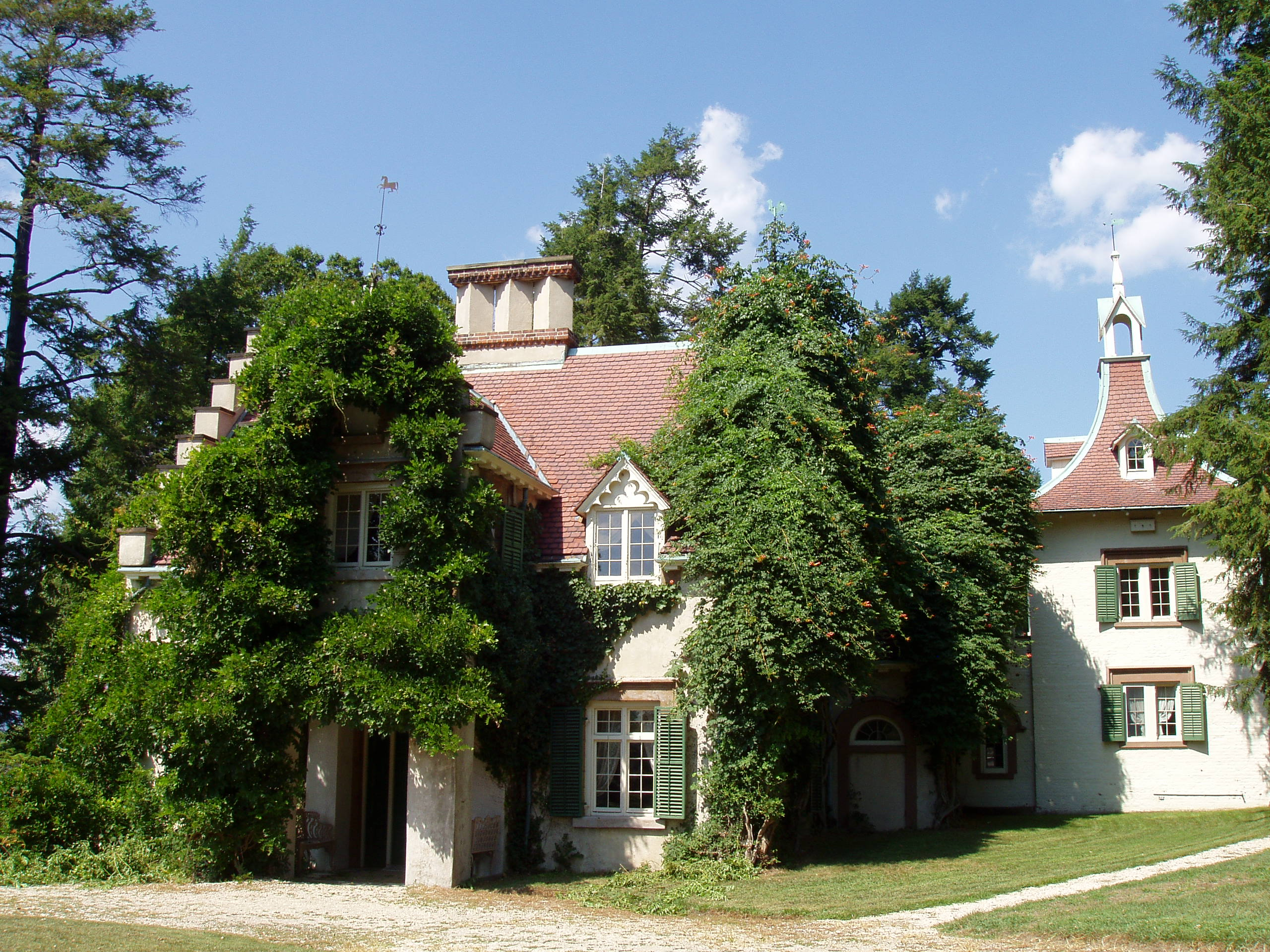
Sunnyside heute

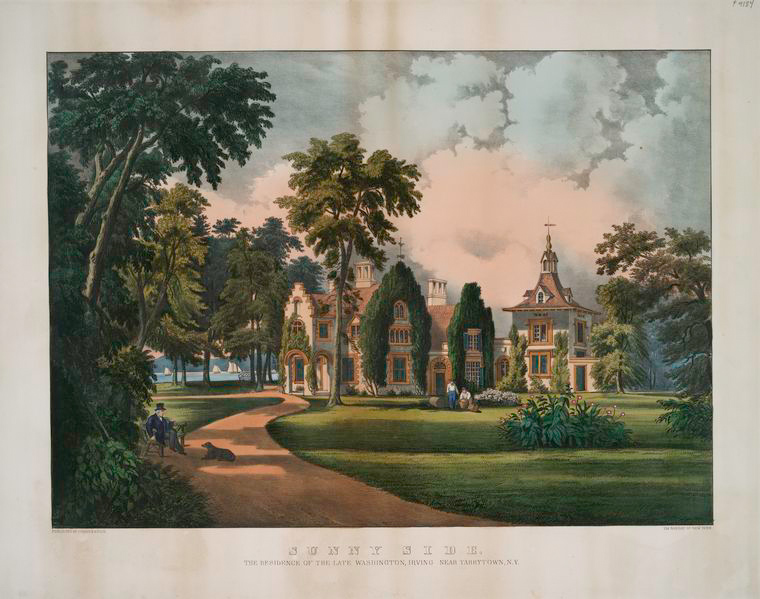
Ansicht um 1860

Sunnyside ist das ehemalige Anwesen des amerikanischen Schriftstellers Washington Irving (1783–1859) in der Stadt Tarrytown, New York. Seit Dezember 1962 ist es als Denkmal von nationalem Rang (National Historic Landmark) anerkannt, im Oktober 1966 erfolgte der Eintrag in das National Register of Historic Places.
Sunnyside geht auf die niederländische Kolonialzeit New Yorks zurück; um 1680 (nach Washington Irvings Angaben bereits 1656) soll der Siedler Wolfert Acker hier sein Haus gebaut haben und es nach seiner Lebensmaxime Lust in Rust („Freude in der Ruhe“) „Wolferts Rust“ benannt haben. Irving schmückte die Entstehung des Anwesens in seiner Erzählung Woolfert’s Roost mit weiteren Details aus, deren Faktizität jedoch bezweifelt werden kann. Nach Ackers Tod ging das Haus in den Besitz der Familie Van Tassel über. Im Amerikanischen Unabhängigkeitskrieg wurde es niedergebrannt und an seiner Stelle ein neues Steinhaus mit zwei Räumen erbaut.
Dieses Haus war es, das Irving erstmals als Fünfzehnjähriger im Jahr 1798 bei einem Besuch in Tarrytown sah. Zwischen 1820 und 1832 lebte er in Europa; mit seinem 1819–20 erschienenen „Skizzenbuch“ (The Sketch Book of Geoffrey Crayon) wurde er in dieser Zeit international als Schriftsteller berühmt. Mehrere „Skizzen“ aus diesem Band, darunter die Kurzgeschichten Rip Van Winkle und Die Sage von der schläfrigen Schlucht, sind in der Umgebung von Tarrytown, dem Tal des Hudson River und den Catskill Mountains angesiedelt und führten noch in den 1820er Jahren zu einer Verklärung der Gegend als romantischem Sehnsuchtsort. Nach seiner triumphalen Rückkehr nach Amerika ließ sich Irving zunächst in New York City nieder. 1835 erwarb er dann das Van-Tassel-Anwesen, nahe dem Schauplatz seiner bekanntesten Geschichten, und ließ es unter der Leitung des jungen Bostoner Architekten George Harvey erheblich ausbauen. Der neue zweigeschossige Bau wurde mit Staffelgiebeln im niederländischen Stil und einer breiten gotisierenden Holzveranda versehen. Über dem Eingangsportal ließ er eine Plakette mit einer Inschrift anbringen. Über die Jahre folgten weitere Nebengebäude, 1847 der markante dreigeschossige Eckturm mit seinem auffälligen Pagodendach; das vier Hektar große Grundstück wurde sorgsam zu einem romantischen Landschaftsgarten umgestaltet. 1859, im Jahr von Irvings Tod, bemerkte Oliver Wendell Holmes, Sr., dass Sunnyside in dieser Zeit nach Mount Vernon zur „bekanntesten und beliebtesten Behausung der Nation“ geworden sei. Nach Irvings Tod blieb das Haus im Besitz der Familie, bis es 1945 von John D. Rockefeller, Jr. erworben wurde, der es 1947 als Museum der Öffentlichkeit zugänglich machte.